# Las Palmas (província)
Las Palmas é uma província da Espanha, localizada na comunidade autónoma das Canárias, formada pelas ilhas de Gran Canaria, Lanzarote e Fuerteventura.